# Schloss Urach

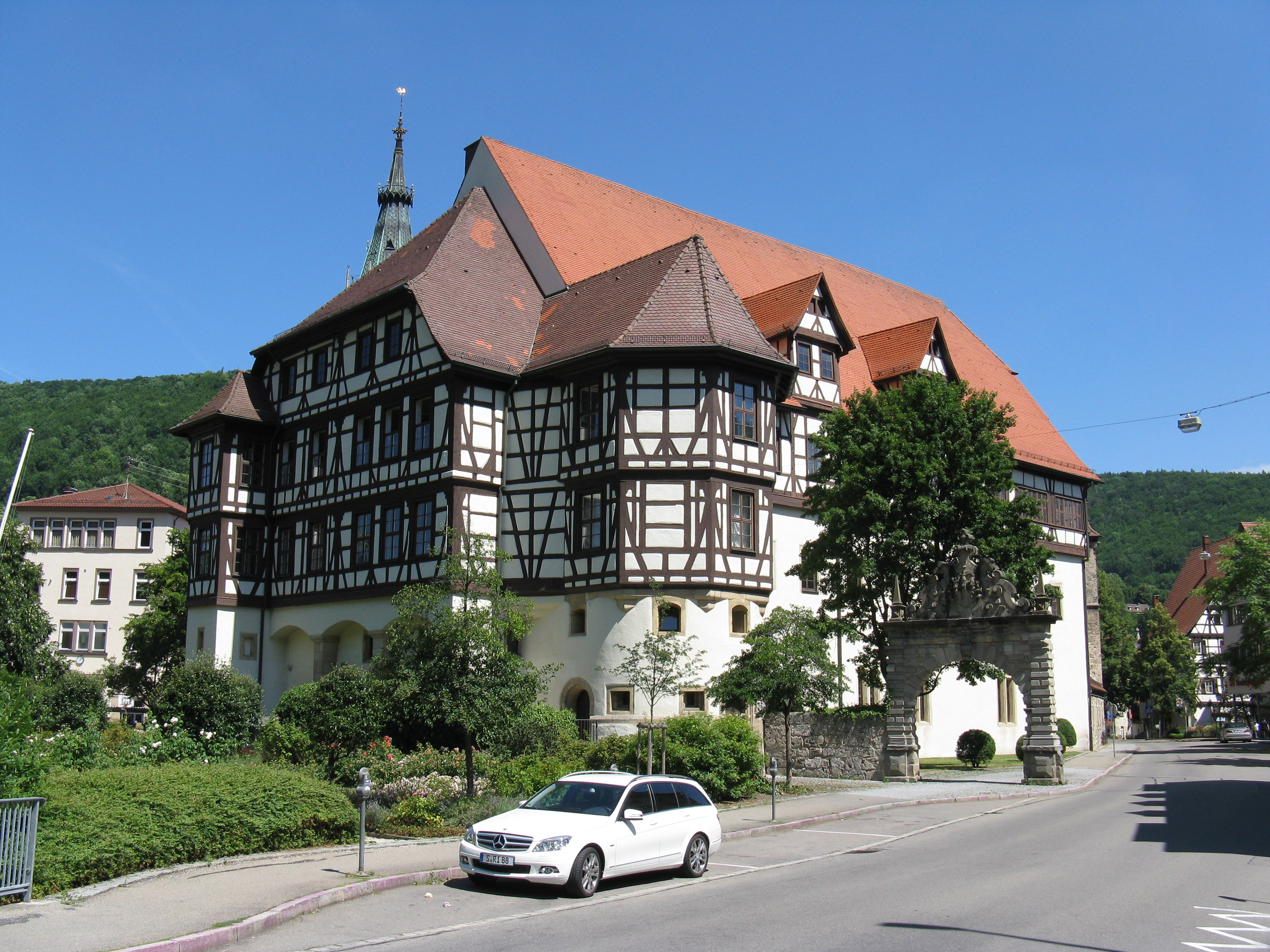
Schloss Urach, der Erweiterungsbau aus dem 16. Jahrhundert (links) und der Saalbau aus dem Jahr 1400 (rechts) (2010) (Foto von 2014)

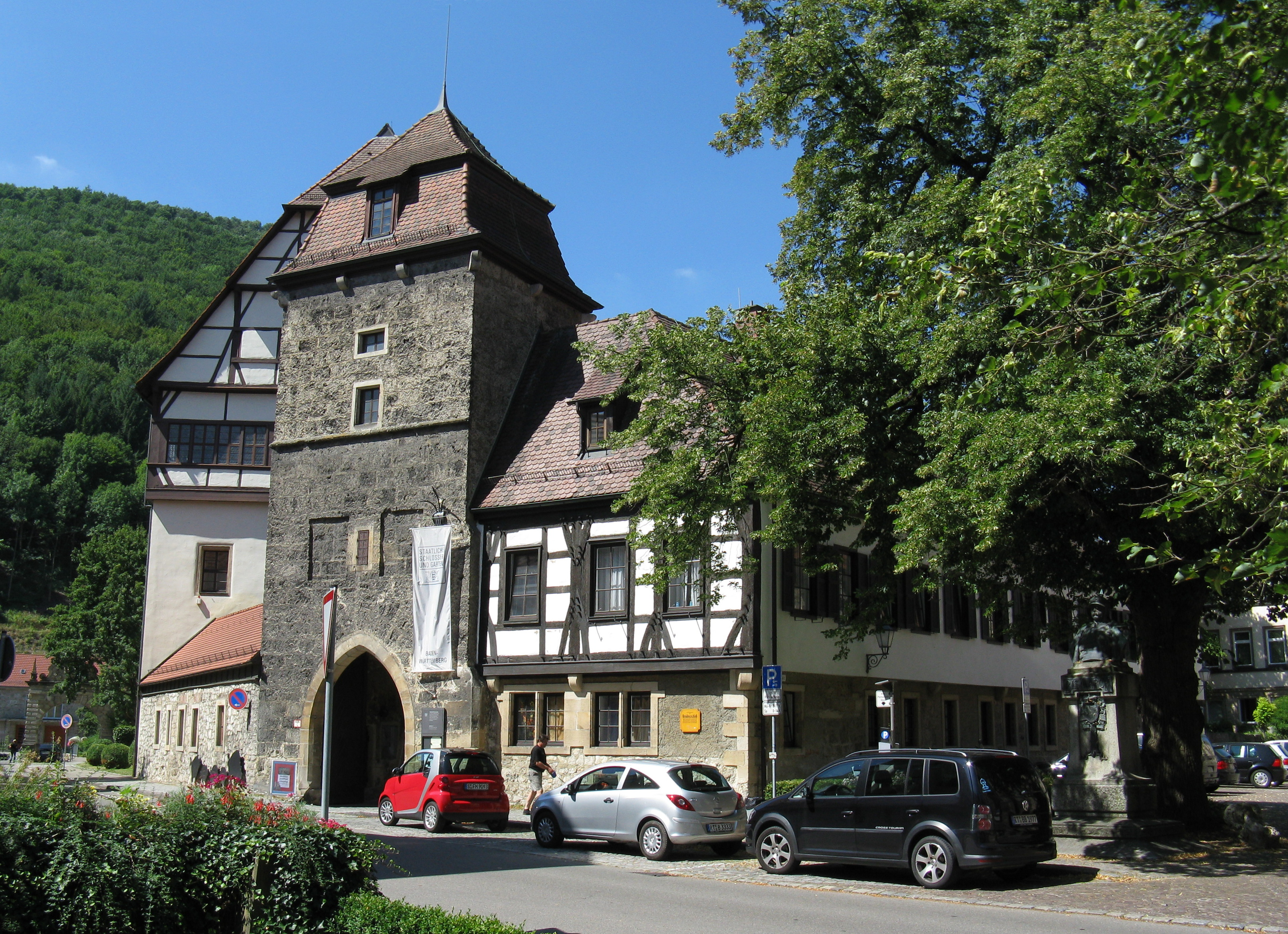
Schloss Urach, Torturm (2010)

Das Schloss Urach befindet sich in der Stadt Bad Urach im baden-württembergischen Landkreis Reutlingen in Deutschland.

## Ausstattung
Der heutige Schlossbereich besteht aus Torturm, Professorengebäude, Torwartgebäude und dem eigentlichen Schloss, einem rechteckigen, satteldachgedeckten Bau aus der Zeit um 1400 mit einem späteren westseitigen Anbau mit Walmdach, einem weiteren, turmartigen rechteckigen Anbau und dem großen Südturm.

### Goldener Saal
Im Schloss befindet sich der sogenannte Goldene Saal, ein bedeutender getäfelter Prunkraum der späten Renaissance. Die Stube ist flach gedeckt und auf drei Seiten durchlichtet. Sie wird von Säulen mit korinthischen Kapitellen unterteilt. Wände und Säulen sind reich vergoldet, daher hat der Raum seinen Namen.

## Geschichte

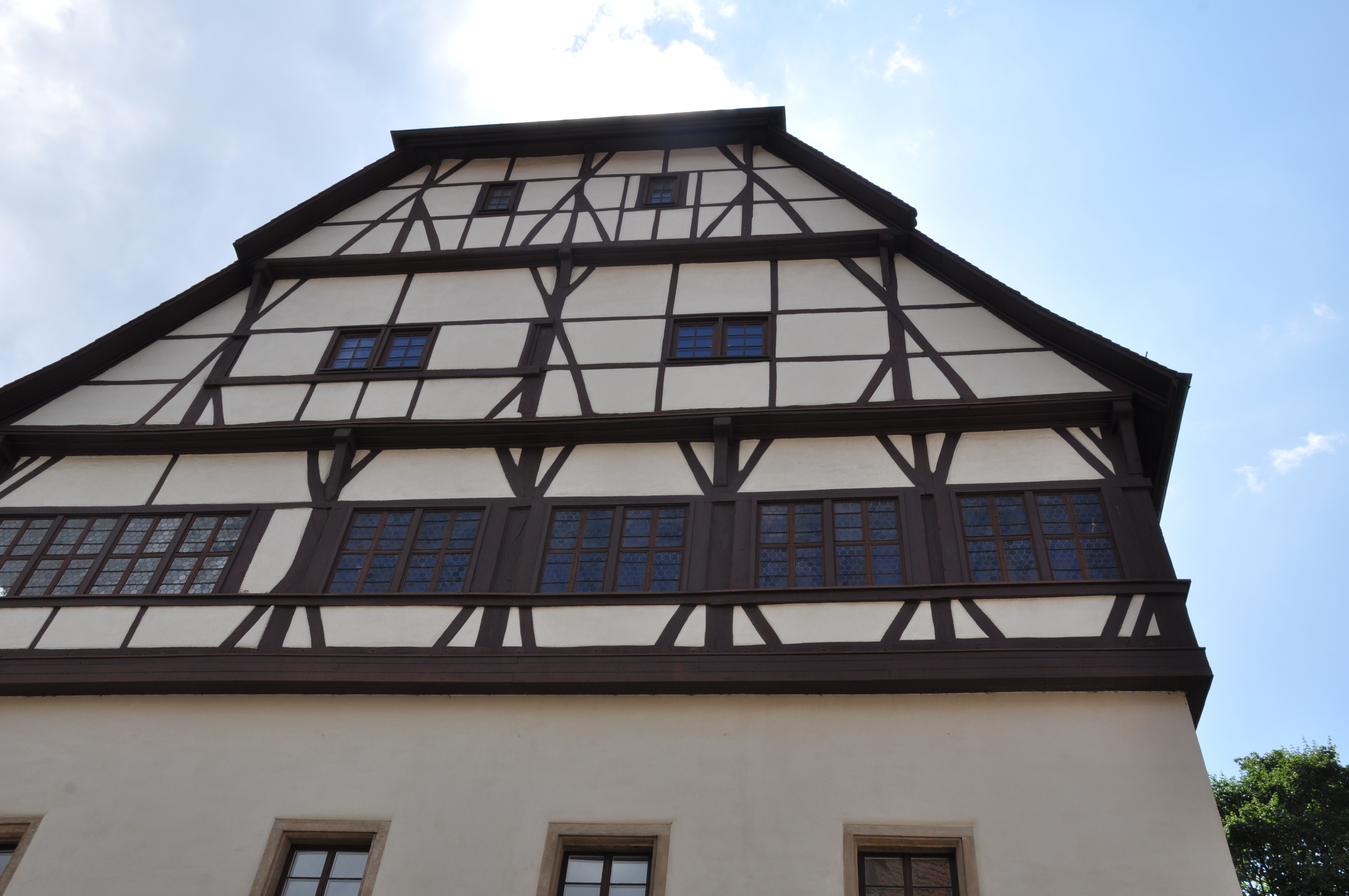
Der große Saalbau mit dem Obergeschoss und Giebel aus Fachwerk aus dem Jahr 1400

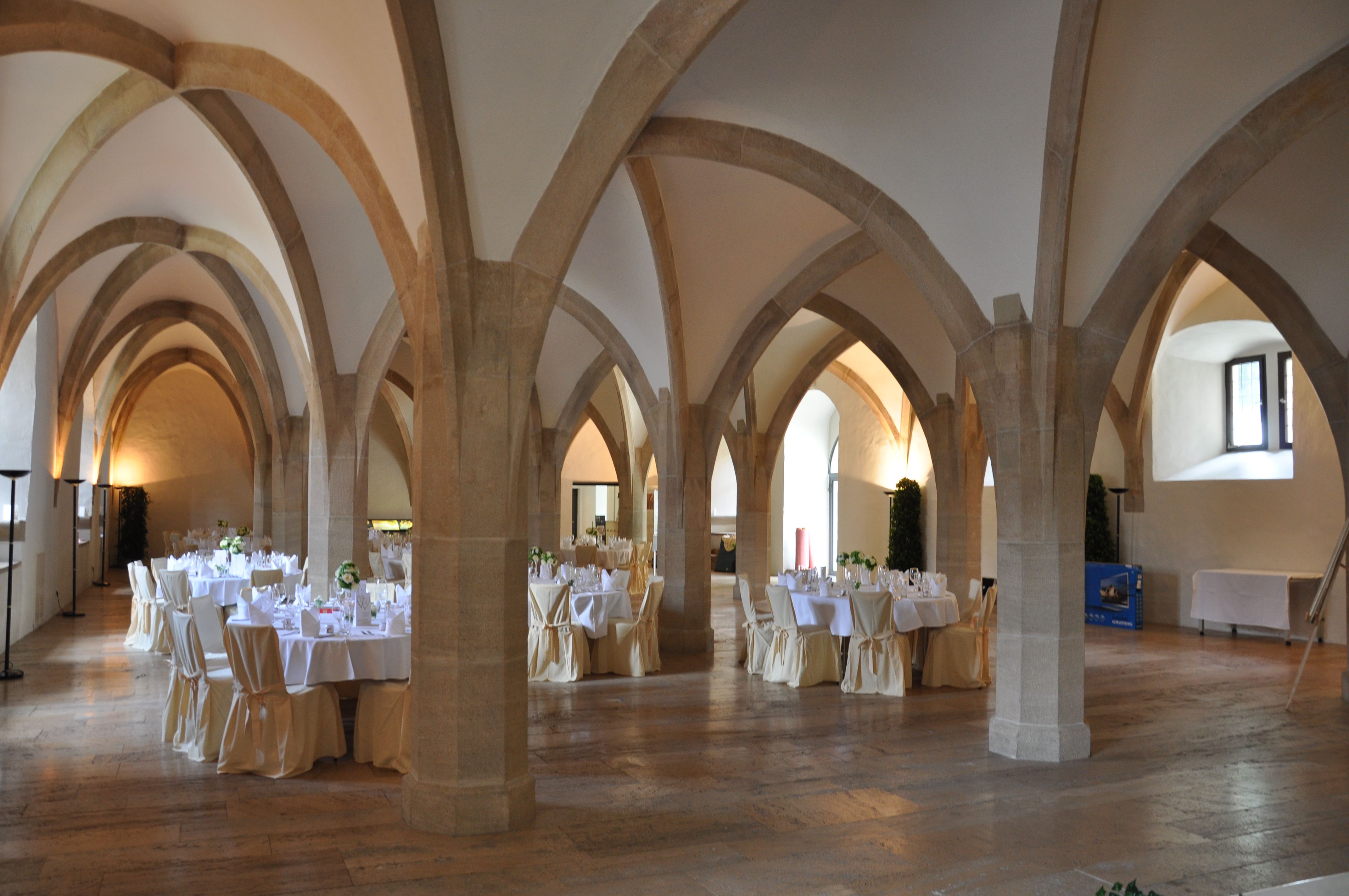
Die um 1474 gewölbte Dürnitz (Hofstube) des Schlosses

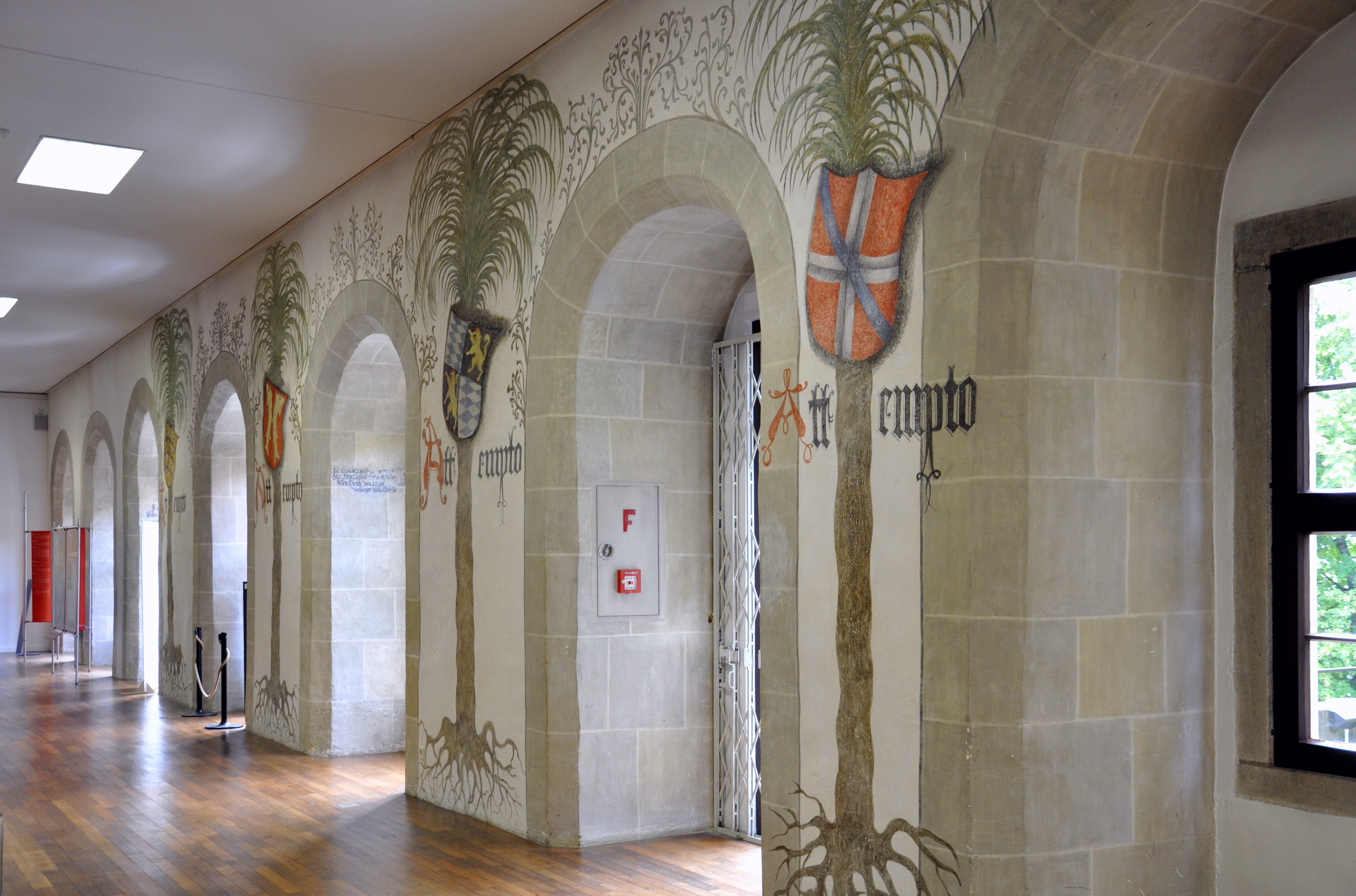
Der um 1474 ausgemalte Palmensaal im ersten Obergeschoss

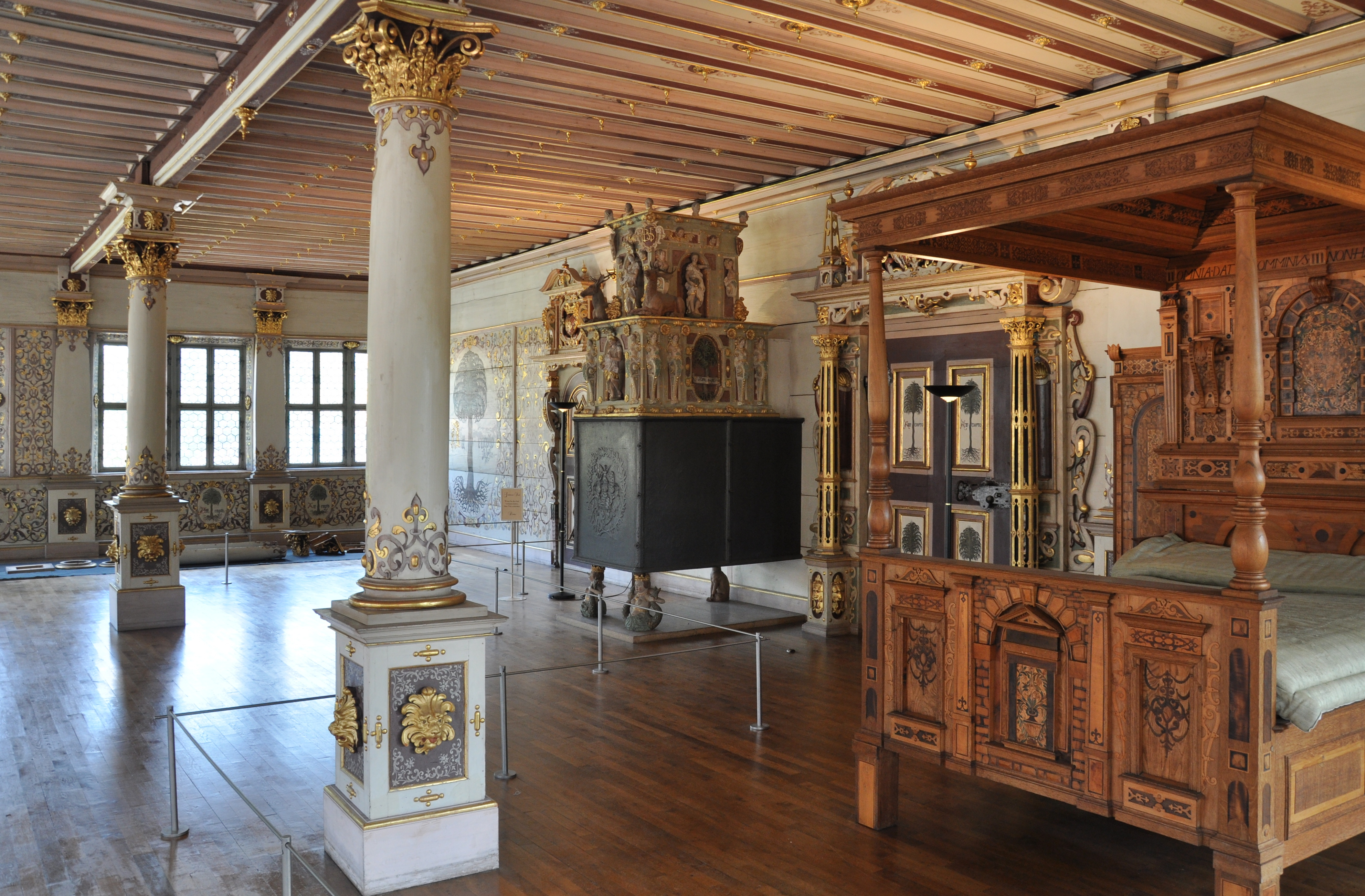
Der um 1600 gestaltete Goldene Saal (Stube) im zweiten Obergeschoss

Bereits Mitte des 11. Jahrhunderts wurde im Zusammenhang mit dem Bau der Burg Hohenurach eine Wasserburg im Tal errichtet. Sie diente den Grafen von Urach als Stadtsitz. Militärisch hatte sie die Aufgabe, das Tal zu überwachen und gegebenenfalls zu sperren. 1264 gelangte die Burg mit der Herrschaft an die Grafen von Württemberg.
Als Erweiterung der alten Wasserburg wurde im Jahr 1400 das heutige „Residenzschloss“ errichtet, eigentlich ein Saalbau im Bereich der Vorburg, der im Erdgeschoss und ersten Obergeschoss vor allem große langgestreckte Räume enthielt. Als Bauherren kommen damit Graf Eberhard III. und seine aus Mailand stammende Ehefrau Antonia Visconti in Betracht, welche es nach dem Vorbild des Alten Schlosses in Stuttgart errichten ließen. Im zweiten Obergeschoss und im Dachgeschoss waren von Anfang an auch zusätzliche Wohnräume untergebracht, von denen nur noch Reste erhalten geblieben sind. Es entstand zusammen mit weiteren Bauten ein schlossartiger Bereich am Rande der Altstadt, der auch eine größere Hofhaltung aufnehmen konnte.
Bei der Landesteilung 1442 wählte Ludwig I. von Württemberg Urach zu seiner Residenzstadt und zog in das Stadtschloss ein. 1474 ließ Eberhard I. von Württemberg anlässlich seiner Hochzeit mit Barbara Gonzaga von Mantua den Erweiterungsbau umfangreich modernisieren. Damals wurde die Hofstube (Dürnitz) im Erdgeschoss als Speiseraum der gesamten Hofgesellschaft mit einem aufwändigen vierschiffigen Gewölbe versehen. Im ersten Obergeschoss erhielt der Saal eine monumentale Ausmalung mit den Ahnenwappen und der Devise des Schlossherrn. Schloss Urach ist Geburtsort von Eberhard I. von Württemberg (1445–1496) und Herzog Christoph von Württemberg (1515–1568).
Nach der Wiedervereinigung der Grafschaft Württemberg 1482 verlor Urach seine Bedeutung als Regierungssitz. Das Schloss wurde in der Folge nur noch als Jagdschloss, Rückzugsort der Herzoglichen Familie, Ausweichquartier oder für Festlichkeiten genutzt. Trotzdem erhielt es um 1600 zumindest teilweise eine neue Innenausstattung in reichen Spätrenaissanceformen.
1546 wurde das Schloss im Schmalkaldischen Krieg durch spanische Truppen des Herzogs von Alba und im Dreißigjährigen Krieg  1634 von kaiserlichen Truppen besetzt.
1663/64 erfolgten unter Herzog Eberhard III. von Württemberg umfangreiche Renovierungsarbeiten.
Ende des 18. Jahrhunderts wurde der Kern der Anlage, die alte Wasserburg, unter Herzog Carl Eugen abgerissen und mit ihren Trümmern der Schwanensee trockengelegt.
In den 1960er Jahren wurde das Schloss nach damaligen konservatorischen Grundsätzen tiefgreifend saniert. Dabei wurden viele Bauteile im Inneren durch moderne Stahl- und Betonkonstruktionen ersetzt und wertvolle historische Bausubstanz ohne Dokumentation entsorgt. Im Museum werden Fotos aus dieser Umbauphase gezeigt.

## Heutige Nutzung
Schloss Urach ist für Besichtigungen geöffnet. Es zählt zu den landeseigenen Monumenten und wird von der Einrichtung Staatliche Schlösser und Gärten Baden-Württemberg betreut.
Mit dem letzten Öffnungstag am 18. September 2022 wurde Schloss und Museum für die nächsten zwei Jahre für umfangreiche Sanierungen geschlossen.